# 魏建功
魏建功（ぎ けんこう、1901年11月7日 – 1980年2月18日）は、中国の言語学者。音韻学の研究や新華字典の編纂で知られる。

## 生涯
江蘇省海安県（現在は南通市の一部）で生まれた。1921年に北京大学に入学、銭玄同らに学んだ。1925年に卒業。
卒業後は1927年から1年あまり京城帝国大学の中国語講師をつとめた。後に、その際の日本統治下の朝鮮について「僑韓瑣談」としてまとめている(『魏建功文集』に収録)。中国に帰国後、1928年には教育部の国語統一籌備委員会に加わった。1929年に母校である北京大学の助教の職につく(のちに副教授・教授昇進)。日中戦争がはじまると奥地に移り、西南連合大学・西南女子師範学院で教えた。
戦後は台湾に渡り、国語（標準中国語）を普及するための台湾省国語推行委員会の主任の職についた。国語普及の方針は、まず日本語の影響を除いて台湾語を復活させ、台湾語を媒介にして国語を普及するというものであった。また国立台湾大学の国語専修科主任に就任した。1948年に北京大学に移った。
中華人民共和国が成立すると、北京大学中文系の主任教授であった魏建功は葉紹鈞の指示により1950年に新設の新華辞書社の社長となり（同年末に新華辞書社は人民教育出版社に吸収されてその辞書編纂室となる）、字典編纂の仕事にあたった。1953年に『新華字典』の初版が出版された。
文化大革命当初は批判されたが、1970年代にはいると解放され、北京大学・清華大学による批林批孔運動のグループ(中国語版)の顧問をつとめた。文革が終結すると四人組の手先の疑いで収監されたが、1978年に釈放された。

## 研究内容・業績
- 上古音に関して、魏建功は自ら新しい推定音韻体系を立てることはなかったが、1920年代にベルンハルド・カールグレンらが上古音に -d、-g などの有声閉鎖音韻尾があったという説を唱えると、「古陰陽入三声考」（『国学季刊』2-2、1929）や「陰陽入三声考」（『国学季刊』2-4、1930）を発表してその説に反対した。魏建功はカールグレン説に対抗して、これらの韻は有声閉鎖音韻尾ではなく -j -w のような音で終わっていたと考えた。古音に関する主著は『古音系研究』(1935)である。
- 魏建功はまた韻書の発展史を研究した。『十韻匯編』（劉復・羅常培と共著、1936年）は敦煌などの切韻系韻書を集めた書物である。
- 魏建功は学生時代から民謡や方言に関する研究があり、劉復・白滌洲とともに調査した結果を「黟県方音調査録」(『国学季刊』4-4、1935)にまとめている。
- 辞典編纂に関しては、『新華字典』にかかわる以前の1946年に小中学生用の小字典を編纂しており（未完成）、『新華字典』はこの小字典を元にしている所がある[2]。『新華字典』以外に『漢語成語小詞典』(1959)の編集にもかかわっている。
- 『魏建功文集』（江蘇人民出版社2001）全5巻が出版されている。